# 1536

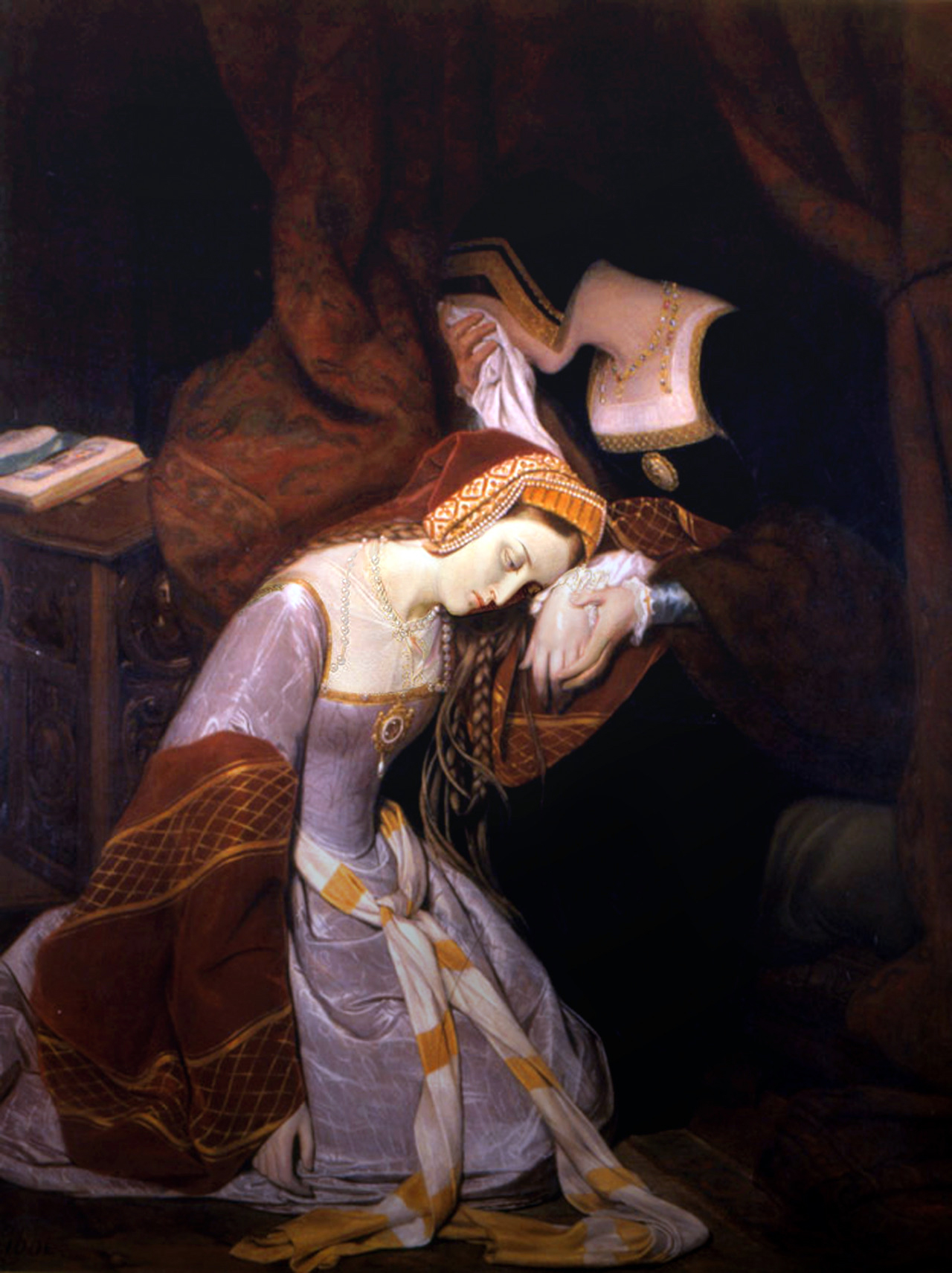
Ana Bolena en la Torre de Londres.

1536 (MDXXXVI) fue un año bisiesto comenzado en sábado del calendario juliano.

## Acontecimientos
- 24 de enero: en Londres, el rey Enrique VIII de Inglaterra sufre un accidente durante una justa, lo que le provoca una lesión cerebral que, según los historiadores, pudo haber influido en su posterior comportamiento errático y en su posible disfunción eréctil.
- 2 de febrero: en la actual Argentina, el español Pedro de Mendoza funda el Puerto de Nuestra Señora María del Buen Ayre (actual Buenos Aires).
- 20 de marzo: un terremoto de 7,3 sacude la provincia china de Sichuan dejando miles de muertos.
- 21 de marzo: en el actual Chile, el español Diego de Almagro llega al valle de Copiapó.
- 23 de marzo: en el volcán Etna, unos 50 km al norte de Catania (Sicilia) se registra un terremoto de 5,1 grados en la escala sismológica de Richter. Se desconoce el número de víctimas fatales.
- 2 de mayo: en Inglaterra, Ana Bolena es detenida y encerrada en la Torre de Londres.
- 2 de abril: en lapueblenueva, España. es bautizado Juan de Mariana.
- Abril: en Basilea Suiza, Juan Calvino publica su tratado llamado Institución de la religión cristiana (en latín: Institutio Christianae Religiones)
- 19 de mayo: en Inglaterra, Ana Bolena es decapitada por orden de su esposo, Enrique VIII de Inglaterra.
- 18 de abril: en Perú Manco Inca Yupanqui rompe con los conquistadores españoles, huye de Cusco y organiza la resistencia inca. Semanas después ataca el asentamiento español de Lima y pone bajo sitio la ciudad de Cusco.
- 30 de mayo: en Inglaterra se celebra el matrimonio entre Enrique VIII de Inglaterra y Jane Seymour.
- 11 de junio: en Argentina, el español Pedro de Mendoza realiza el primer asentamiento de la ciudad de Buenos Aires.
- 27 de junio: en Honduras, es fundada la Ciudad de San Pedro Sula por Pedro de Alvarado.
- 25 de julio: en Colombia, Sebastián de Belalcázar funda la ciudad de Santiago de Cali.
- 3 de septiembre: en España, la reina Juana I de Castilla ordena a oficiales de Nueva Cádiz (Estado Nueva Esparta, en Venezuela) que le envíen muestras del azeite petrolio que había en la zona.
- 13 de noviembre: el obispo de México fray Juan de Zumárraga solicita a la Corona española se funde en la Nueva España una «universidad de letras a donde recurrir» iniciando con ello la historia de la educación superior en México.

## Arte y literatura
- Juan Calvino: La institución cristiana.
- En el altar de la Capilla Sixtina (en Roma), Miguel Ángel comienza a pintar El Juicio Final.

## Nacimientos
- 24 de febrero: Clemente VIII, papa católico entre 1592 y 1605 (f. 1605).
- Juan de Mariana, historiador español.
- Juan de Fuca, explorador griego.
- Toyotomi Hideyoshi, daimyō del Sengoku que unificó Japón.

## Fallecimientos

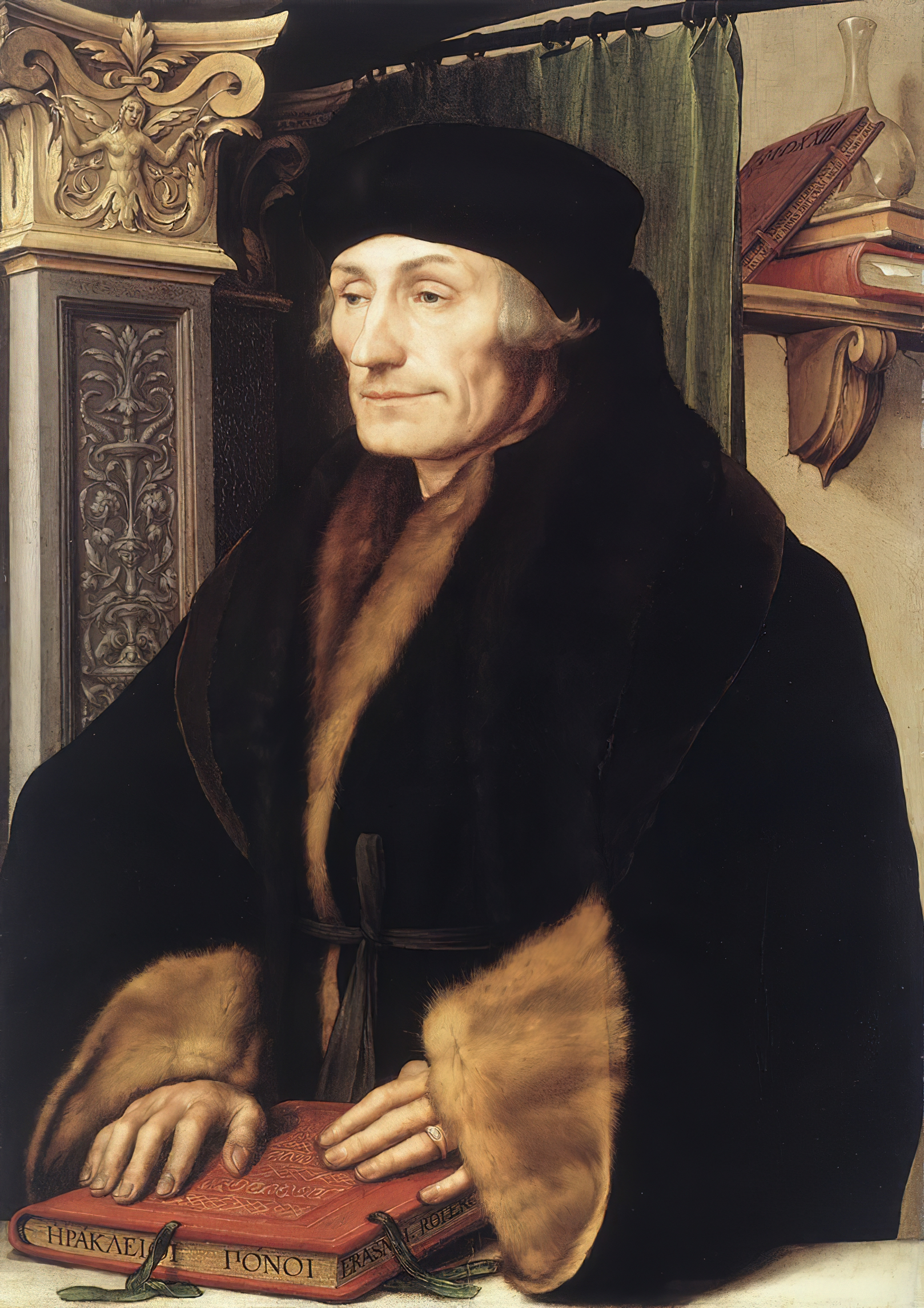
Erasmo de Róterdam.

- 6 de enero: Baldassare Peruzzi, pintor y arquitecto italiano (n. 1481).
- 7 de enero: Catalina de Aragón, reina consorte de Inglaterra (n. 1485).
- 25 de febrero: Jacob Hutter, líder de los anabaptistas comunitarios.
- 17 de mayo: Jorge Bolena, hermano de Ana Bolena (n. 1504).
- 19 de mayo: Ana Bolena, reina consorte inglesa (n. 1501).
- 12 de julio: Erasmo de Róterdam, escritor y filósofo neerlandés (n. 1466).
- 14 de octubre: Garcilaso de la Vega, poeta español (n. 1501).